# Marcello Garosi
Marcello Garosi (Firenze, 20 marzo 1919 – Forno, 13 giugno 1944) è stato un militare e partigiano italiano, Nome di battaglia  Tito, Medaglia d'oro al valor militare.

## Biografia
Sottotenente  di complemento dei Bersaglieri, dopo  l'armistizio dell'8 settembre 1943 e lo sbando dell'esercito italiano, sfollò a Corsanico (Massarosa) dove entrò in contatto con il CLN di Viareggio, partecipando alle attività clandestine che avevano come base la parrocchia di Marignana (Camaiore) e anche grazie all'appoggio di don Alfredo Alessandri, parroco del paese.
Nel maggio 1944 assume il comando della formazione partigiana GL “Luigi Mulargia”, operante nelle zone montuose della Provincia di Massa, e nata anche grazie alla fusione con piccole bande partigiane locali.
Muore suicida a Forno (Massa) il 13 giugno 1944, durante l'attacco al paese, sferrato dai nazifascisti per riprenderne il controllo, poiché precedentemente fu occupato e proclamato "Repubblica Libera di Forno" dagli uomini della "Mulargia”. Rimasto senza munizioni, si sparò l'ultimo colpo piuttosto di arrendersi e consegnarsi al nemico.